# Красноярская (Волгодонск)
Красноярская — упразднённая станица в Ростовской области России. Бывший административный центр Красноярского сельсовета городского округа Волгодонск. В 2004 году станица была включена в состав города Волгодонска.

## История
Решением Исполнительного комитета Ростовского областного Совета народных депутатов от 19.11.1979 № 807 был образован Красноярский сельсовет в составе двух населённых пунктов (станица Красноярская и станица Соленовская) и передан в административное подчинение Волгодонскому городскому Совету народных депутатов.

## Население
| 1989 | 2002  |
| ---- | ----- |
| 3821 | ↗3895 |

## Инфраструктура
Исторически является местом захоронения жителей города Волгодонска:
- кладбище, расположенное по ул. Новосельской;
- братское захоронение, расположенное по ул. Кооперативной.